# Doctor Adamski's Musical Pharmacy
A Doctor Adamski's Musical Pharmacy című album az angol DJ és producer Adamski 1990-ben megjelent 2. stúdióalbuma, melyről négy kislemez jelent meg. Köztük a legnagyobb sláger a Killer melyben Seal is közreműködik. A dal világszerte Top 10-es sláger volt.
Az albumon több előadó is közreműködött, úgy mint Kurtis Blow, Seal, vagy Ricky Lyte. Az albumon található Soul Kitsch Inc. című dalt a The Doors írta. 

## Megjelenések
LP  Európa MCA Records – 9031-72344-1
- A1	Flashback Jack 4:23
- A2	Eight House	4:17
- A3	Future Freak  Bongos – Toe B. Harrison  3:16
- A4	Sqiggy Groove	4:45
- A5	Soul Kitsch Inc  Written-By – The Doors  5:28
- B1	Killer  Featuring, Written-By – Seal 5:10
- B2	The Space Jungle  Rap – Ricky Lyte, Written-By – Presley, Blackwell  3:50
- B3	Future Freak (Supernova Bossonova)	7:19
- B4	Everything Is Fine	4:19
- B5	I Want You Back Featuring – Kurtis Blow 5:25

 Az LP változaton nem szerepel az N-R-G, Pipe Groover, Space Jungle (Earthquake Mix), és az Over Killer című dalok. 

## Slágerlista
| Slágerlista (1990) | Legjobb helyezések |
| ------------------ | ------------------ |
| UK Albums Chart    | 8                  |

## Közreműködő előadók
- Design – ESp
- Hangmérnök – Dan Bates  (dalok: 1-től 5-ig, 7-től 11-ig, 13, 14), Eugene Romain  (dalok: 12),  Mike "Spike" Drake  (dalok: 6)
- Fényképezte – Andy Earl
- Producer [Minden dal] – Adamski
- Producer [Asszisztens] – Tinley - The Sampling Champion Of The Universe
- Vokál [Minden női vokál] – Natalie
- Írta – Tinley